# دوري توفالو لكرة القدم
دوري توفالو لكرة القدم هو الدوري الوطني لكرة القدم في توفالو .